# Bell 430
O Bell 430 é um helicóptero médio bimotor, produzido pela fabricante americana Bell Helicopter. O 430 foi produzido baseando-se no Bell 230, que por sua vez, foi baseado no 222.

## Desenvolvimento
Ao desenvolver o modelo re-motorizado 222 como o 230, a Bell começou o trabalho de design preliminar sobre um derivado maior com um rotor principal de quatro pás em 1991. O Bell 430 foi formalmente lançado em fevereiro de 1992, com dois protótipos modificados a partir do Bell 230. A primeira delas voou em sua nova configuração, em 25 de outubro de 1994, e o segundo protótipo, voou pela primeira vez em 19 de dezembro do mesmo ano.
A produção do Bell 230 terminou em agosto de 1995 e a produção do 430 começou. A primeira aeronave foi concluída no final daquele ano, e a certificação canadense foi concedido em 23 de fevereiro de 1996. As entregas do 430 começaram em meados de 1996.
Em 24 de janeiro de 2008, a Bell anunciou planos para encerrar a produção do 430. A produção terminou depois de 136 unidades foram concluídas, com a última a ser entregue em maio de 2008.

## Operadores

### Operadores Militares
República Dominicana
- Força Aérea da República Dominicana

 Equador
- Marinha do Equador

### Operadores Civis
Estados Unidos
 Brasil (aviação privada)